# José Eulalio Samayoa
José Eulalio Samayoa (10 de diciembre de 1781-1855) fue un compositor clásico guatemalteco, uno de los primeros en el Nuevo Mundo en incursionar en el género de la Sinfonía.

## Vida
José Eulalio Samayoa nació en Guatemala el 10 de diciembre de 1781. Se formó en el sistema de los gremios, contando luego con la tutela de Manuel Mendilla Retalhuleu. En [1813] ingresó al coro de la Catedral de Guatemala como tenor tercero. El [2 de julio] de [1813] estableció la Sociedad Filarmónica del [Sagrado Corazón de Jesús]. Desde el principio esto incluyó la celebración anual del Día del Músico (que se observa hasta la fecha el primero o segundo domingo de julio) y la devoción al [Sagrado Corazón de Jesús], en desagravio a las faltas cometidas por los músicos en su ejercicio de la música litúrgica. La celebración del Día del Músico se realizaba con una [misa] y conciertos públicos durante todo el día, lo cual impulsó enormemente la vida musical. Ciertas disposiciones del Cabildo Eclesiástico que prohibían los villancicos de maitines motivaron a Samayoa a explorar el campo de la música absoluta, hasta entonces dejado de lado en Guatemala. Para suplantar de villancicos o de piezas instrumentales de [Joseph Haydn] o [Antonio Vivaldi], Samayoa compuso música instrumental como "Tocatas" para cuerdas y trompas, y sus "Piezas para tocarse en la iglesia" para orquesta más grande. Escribe el musicólogo [Dieter Lehnhoff] que "la necesidad de incursionar en las formas mayores que estructuran a su música (inicialmente con limitadas a pequeñas formas bipartitas conducentes a la forma de Sonata-Allegro), motivaron a su experimentación, como uno de los primeros músicos americanos, en género de la sinfonía". La más temprana que ha llegado hasta nosotros es la "Sinfonía No.7" (1834), dedicada "al triunfo de las Armas Federales en la batalla de Jiquilisco". De las sinfonías que datan de su madurez han sido rescatadas la "Sinfonía Cívica" (Franz Ippisch) y la "Sinfonía Histórica" (J. Humberto Ayestas). Falleció en Guatemala 1855.

## Obras
Sinfonías
- "Sinfonía No.7", Mi bemol, orquesta.
- "Sinfonía Cívica", Do mayor, orquesta.
- "Sinfonía Histórica", Re mayor, orquesta.

Obras orquestales
- 9 "Piezas para tocarse en la Iglesia", orquesta.
- 2 "Piezas de Iglesia", orquesta.
- Allegro n.º 9, Do mayor, orquesta.
- Divertimento n.º 10, Do mayor, orquesta.

Obras instrumentales
- Tocata n.º 1, Re mayor, 2 trompas, cuerdas.
- Tocata n.º 2, Re mayor, 2 trompas, cuerdas.
- Tocata n.º 3, Fa mayor, 2 trompas, cuerdas.
- Tocata n.º 4, Fa mayor, 2 trompas, cuerdas.
- Tocata n.º 5, Fa mayor, 2 trompas, cuerdas.
- Tocata n.º 6, Re mayor, cuerdas.
- Tocata n.º 7, La mayor, cuerdas.
- Tocata n.º 8, Mi mayor, cuerdas.
- Tocata n.º 9, La mayor, cuerdas.
- Allegro n.º 10, Re mayor, 2 trompas, cuerdas.
- Allegro n.º 11, Re mayor, cuerdas.
- Tocata [C 212], Do mayor, 2 trompas, cuerdas.
- Tocata "Pastorela", Do mayor, 2 trompas, cuerdas.
- Tocata [C 214], Do mayor, 2 trompas, cuerdas.
- Tocata "La estatua ridícula", trompas, cuerdas.
- 10 "Piezas de Iglesia", órgano.
- Divertimento n.º 1, Re mayor, flauta, 2 oboes, 2 cornos, 2 violines y bajo.
- Divertimento n.º 3, Re mayor, flauta, 2 oboes, 2 cornos, 2 violines y bajo.
- Divertimento n.º 7, Re mayor, oboes, clarinetes, violines y bajo.

Obras sacras
- "Misa a solo", tiple y órgano.
- "Taedet animam meam", Fa menor, tiple, trompas y cuerdas.
- "Taedet animam meam", La menor, tiple, flautas y cuerdas.
- "Misa a Duo", La mayor, dos tiples y órgano.
- "Duos a la Santa Cruz", Mi bemol, 2 tiples, trompas y cuerdas.
- "Oficio de Difuntos", Re mayor, 2 tiples, trompas y cuerdas.
- "Salve a 3", Do menor, 2 tiples, alto y cuerdas.
- "Parcemihi", Re mayor, tiple, alto, tenor y orquesta.
- "Vísperas de nuestra Señora", 2 tiples, tenor y orquesta.
- "Dos Motetes", 2 tiples, alto y orquesta.
- "Misa del Señor San José", La mayor, coro a 3 voces y orquesta.
- "Liberame Domine" [C 112], 2 tiples, alto, tenor y cuerdas.
- "Liberame Domine" [C 113], 2 tiples, alto, tenor y cuerdas.
- "Cinco Tonadas a la Loa de Concepción", coro, trompas y cuerdas.
- "Dos cantadas al Santísimo", 2 voces, cuerdas.
- "Requiem", Mi bemol, coro y orquesta [partitura perdida].

## Audiciones recomendadas
- Sinfonía No. 7, y Misa del Señor San José en Tesoros musicales de la antigua Guatemala, CD. Cristina Altamira, Coros y Orquesta Millennium, Dieter Lehnhoff, director. Guatemala: Universidad Rafael Landívar Instituto de Musicología, 2003. IM 1103.
- Divertimento No. 10 en Do mayor, Tocata No. 3 en Do mayor y Sones 1, 5, 6 y 7 en El Repertorio Nacional de Música, CD. Camerata Nacional de Guatemala, Igor de Gandarias, director. Guatemala. ISBN 99922-45-31-X.
- Divertimento No. 1, Allegro moderato y Divertimento No. 3, Allegro con brío en Música Guatemalteca 1582 - 1990, CD. Cuarteto Contemporáneo. Pajarito Discos, 1998.

- Datos: Q769279